# Japaga (Lipik)
Japaga falu Horvátországban Pozsega-Szlavónia megyében. Közigazgatásilag Lipikhez tartozik.

## Fekvése
Pozsegától légvonalban 38, közúton 51 km-re északnyugatra, községközpontjától légvonalban 2, közúton 4 km-re keletre, Nyugat-Szlavóniában a Psunj-hegység lejtőin fekszik. Északról Pakrác, nyugatról Lipik és Filipovac, keletről Šeovica határolja. 

## Története
A térség a 16. század közepétől több mint száz évig török uralom alatt állt. A 17. század végétől a török kiűzése után a területre folyamatosan telepítették be a keresztény lakosságot. Első lakói pravoszláv vlachok voltak, akik később szerbeknek vallották magukat. Az első katonai felmérés térképén „Dorf Japage” néven találjuk. Lipszky János 1808-ban Budán kiadott repertóriumában „Japaga” néven szerepel.  Nagy Lajos 1829-ben kiadott művében „Japaga” néven összesen 16 házzal, 119 ortodox vallású lakossal találjuk. 
A településnek 1857-ben 84, 1910-ben 182 lakosa volt. 1910-ben a népszámlálás adati szerint lakosságának 89%-a szerb, 7%-a horvát, 4%-a magyar anyanyelvű volt. Pozsega vármegye Pakráci járásának része volt. Az első világháború után 1918-ban az új szerb-horvát-szlovén állam, majd később (1929-ben) Jugoszlávia része lett. 1991-ben lakosságának 91%-a szerb nemzetiségű volt. A délszláv háború során a szerb kézen levő települést 1991. december 27-én az Orkan-91 hadművelettel foglalták vissza a horvát erők. 2011-ben 174 lakosa volt.

## Lakossága
| Lakosság változása | Lakosság változása | Lakosság változása | Lakosság változása | Lakosság változása | Lakosság változása | Lakosság változása | Lakosság változása | Lakosság változása | Lakosság változása | Lakosság változása | Lakosság változása | Lakosság változása | Lakosság változása | Lakosság változása | Lakosság változása |
| ------------------ | ------------------ | ------------------ | ------------------ | ------------------ | ------------------ | ------------------ | ------------------ | ------------------ | ------------------ | ------------------ | ------------------ | ------------------ | ------------------ | ------------------ | ------------------ |
| 1857               | 1869               | 1880               | 1890               | 1900               | 1910               | 1921               | 1931               | 1948               | 1953               | 1961               | 1971               | 1981               | 1991               | 2001               | 2011               |
| 84                 | 148                | 164                | 156                | 185                | 182                | 174                | 196                | 148                | 184                | 212                | 220                | 291                | 291                | 162                | 174                |

(1880-ig településrészként, 1890-től önálló településként.)